# 反応時間
反応時間(はんのうじかん、Reaction time、RT)とは、感覚刺激の提示から行動による反応が生じるまでに経過した時間のことである。反応時間は、心理的な処理過程に要する時間を測定(精神時間測定)するために実験心理学においてよく用いられる。行動による反応としてボタン押しがよく用いられるが、眼球運動や口頭での応答、他の測定可能な行動も用いられることがある。

## 反応時間課題の種類
- 単純反応時間とは通常、被験者が刺激の提示を検出するのに必要な時間として定義される。たとえば、光点や音が提示されたらできるだけ早くボタンを押すように、被験者が教示されたとする。平均的な反応時間は、視覚刺激の検出では180から200ミリ秒、聴覚刺激の検出では140-160ミリ秒である[信頼性要検証]。
- Go/No-Go 反応時間課題では、被験者はある種類の刺激が提示されたときにはボタンを押すが、異なる種類の刺激が提示されたときには被験者は反応をしない。たとえば、被験者は光点が赤色であればボタンを押し、緑色であれば反応をしない、という場合である。
- 選択反応時間課題では、それぞれの刺激に応じた反応が求められる。たとえば、被験者は光点が赤色であればあるボタンを押し、黄色であれば別のボタンを押す、という場合である。

## 歴史
アブー・ライハーン・アル・ビールーニーは、はじめて反応時間の概念を記述した：
"すべての感覚は感覚器官において対応する変化が生じることで実現し、これには相応の時間を要するのであるが、それのみならず、感覚器官の刺激とその知覚の意識にはさらなる時間の経過が必要なのであり、これは刺激が神経を介していくらかの距離を伝達することに対応している。"
フランシスカス・ドンデルスは、さまざまな心的過程の持続時間を測定し、人間の反応時間を系統的に分析した。